# Danh hiệu Cận vệ (Liên Bang Xô Viết)

Một đơn vị Cận vệ nhảy dù của Belarus.

Danh hiệu Cận vệ (tiếng Belarus: Гвардыя, tiếng Nga: Гвардия, tiếng Ukraina: Гвардія) là những đơn vị quân sự ưu tú trong lực lượng vũ trang của Liên Xô cũ và hiện đang trong lực lượng vũ trang của Belarus và Nga. Các đơn vị này đã được trao danh hiệu Cận vệ sau khi chứng tỏ được thành tích xuất sắc và được xem là có địa vị ưu tú. Danh xưng Cận vệ thành lập từ Chiến tranh Vệ quốc vĩ đại 1941 - 1945, bắt nguồn từ Cận vệ Hoàng gia Đế quốc Nga.

## Lịch sử
Danh hiệu Cận vệ Xô viết được giới thiệu lần đầu tiên vào ngày 18 tháng 9 năm 1941, theo chỉ thị của Tổng hành dinh Tổng tư lệnh tối cao Liên Xô (Stavka Verkhovnogo Glavnokomanduyuschego). Theo lệnh №308 của Dân ủy Quốc phòng, các Sư đoàn súng trường số 100, 127, 153 và 161 được đổi tên thành các Sư đoàn Cận vệ số 1, 2, 3 và 4, do thành tích xuất sắc của họ trong chiến dịch Yelnya năm 1941. Sư đoàn súng trường 316 Liên Xô được đổi tên thành Sư đoàn súng trường Cận vệ số 8 vào ngày 18 tháng 11 năm 1941, sau sự kiện anh hùng của 28 binh sĩ Hồng quân của sư đoàn do Ivan Panfilov chỉ huy (Panfilovtsy), và được trao danh hiệu Panfilovskaya để vinh danh chỉ huy quá cố. Đến ngày 31 tháng 12 năm 1941, các Sư đoàn súng trường 107, 120, 64, 316, 78 và 52 đã trở thành Sư đoàn súng trường Cận vệ từ số 5 đến số 10.
Tất cả các đơn vị pháo binh trang bị Katyusha cũng được chuyển đổi thành đơn vị pháo binh cận vệ. Một vài đơn vị trong số 20 Lữ đoàn đổ bộ đường không cận vệ đã được chuyển đổi thành Sư đoàn súng trường Cận vệ từ số 11 đến số 16 vào tháng 12 năm 1943.
Các đơn vị quân sự được đề cử cho danh hiệu Cận vệ Liên Xô đều nhận được các huy hiệu Cận vệ đặc biệt theo quyết định của Đoàn Chủ tịch Xô viết Tối cao Liên Xô. Vào ngày 21 tháng 5 năm 1942, Đoàn chủ tịch Xô viết tối cao Liên Xô đã giới thiệu các cấp bậc Cận vệ và phù hiệu Cận vệ được đeo ở phía ngực phải. Tháng 6 năm 1943, danh hiệu Cận vệ Cờ đỏ (гвардейское Красное Знамя) cũng được giới thiệu cho các lực lượng trên bộ và vào tháng 2 năm 1944, danh hiệu Cận vệ Hải quân (гвардейский Военно-морской флаг) cho các lực lượng hải quân.
Sau Thế chiến thứ hai, một số đơn vị cận vệ đã đóng quân ở Đông Âu, ví dụ, trong Cụm binh đoàn Liên Xô ở Đức.
Sau khi Liên Xô tan rã, các danh hiệu Cận vệ của các đơn vị quân đội được Belarus, Nga và Kazakhstan giữ lại. Ukraina giữ lại các danh hiệu Cận vệ cho đến năm 2016. Một số nước cộng hòa thuộc Liên Xô cũ có các danh hiệu cận vệ quốc gia của các lực lượng vũ trang của họ, bao gồm Armenia, Azerbaijan, Gruzia, Kazakhstan (2.500 Vệ binh Cộng hòa năm 1994), Tajikistan, Turkmenistan, Ukraina và Uzbekistan.

## Danh hiệu

Phù hiệu Cận vệ Liên Xô trước đây (1942 - 1992)
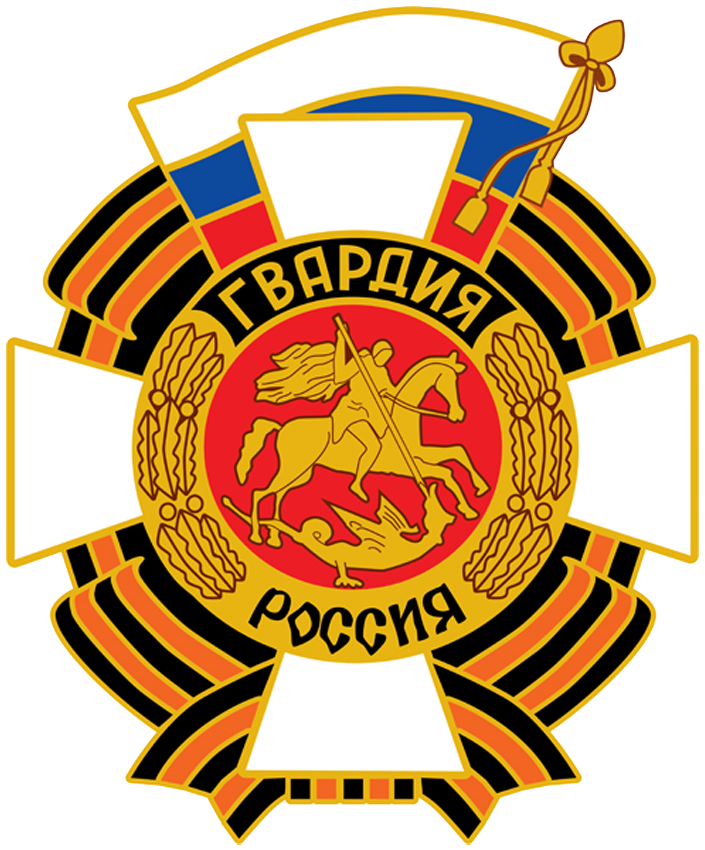
Phù hiệu cận vệ Nga trước đây (1992 - 2010)
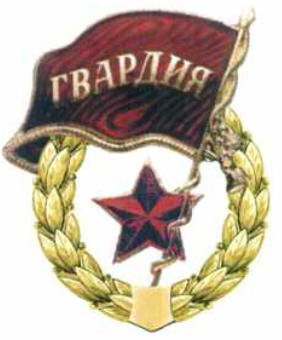
Phù hiệu cận vệ Nga ngày nay (2010 - nay)
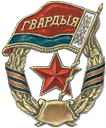
Phù hiệu Cận vệ Belarus
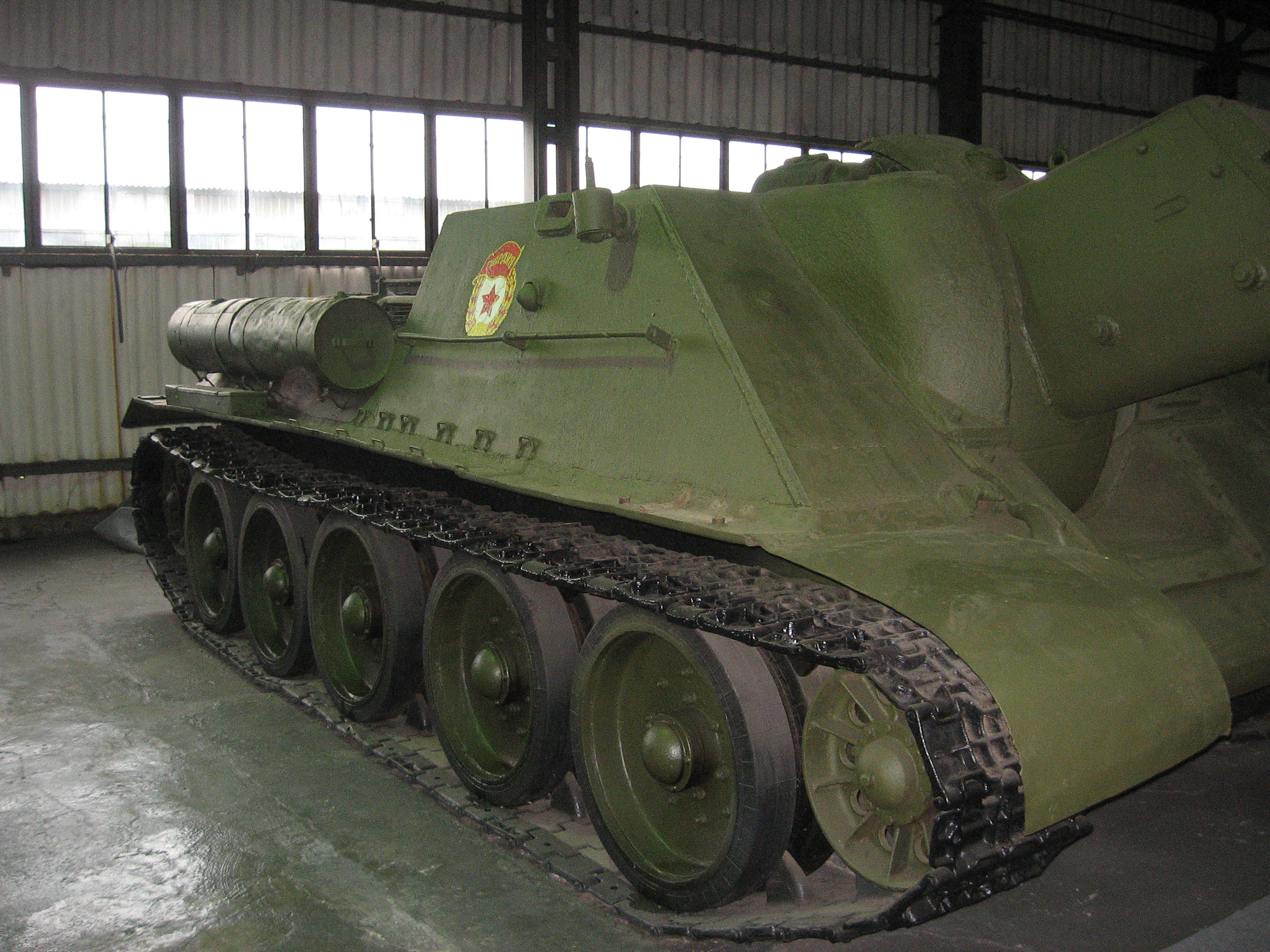
Phù hiệu Cận vệ Liên Xô trên một khẩu pháo tự hành SU-122
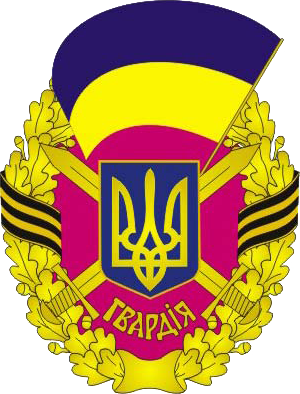
Phù hiệu Cận vệ Ukraina (cho đến năm 2016)
Phù hiệu Cận vệ Quân đội Nhân dân Triều Tiên